# På andra sidan drömmarna
På andra sidan drömmarna är ett dubbelalbum av Ulf Lundell, utgivet 25 oktober 1996. På detta albumet samarbetar han bland annat med Tjeckiens nationella symfoniorkester.

## Låtlista

### Skiva ett
1. "Den natt som aldrig dagas" - 7:19
2. "Dagen" - 4:32
3. "Gott att leva" - 7:56
4. "Upp!" - 6:56
5. "Idiot City" - 5:39
6. "Skandinavien" - 7:38
7. "Maranita" - 4:50
8. "Rätt igenom mej" - 6:07
9. "Låt dom prata" - 9:39
10. "Paradise Park" - 8:52

### Skiva två
1. "Förlorad värld" - 4:21
2. "Två gamla hundar" - 6:36
3. "Levande och varm" - 5:00
4. "Du har ett jobb" - 5:09
5. "Nästan ditt namn" - 6:24
6. "Strändernas svall" - 7:20
7. "Låt inte ensamheten" - 4:21
8. "Folket bygger landet" - 5:38
9. "Somliga män" - 5:30
10. "Connemara" - 20:52

## Medverkande
- Ulf Lundell - sång, elgitarr, akustisk gitarr, maraccas, baspiano, munspel
- Janne Bark - elgitarr, akustisk gitarr, slide, körmästare, sång
- Hans Engström - piano, hammondorgel, keyboards, stråkarrangemang, blåsarrangemang och körarrangemang
- Jerker Odelholm - bas
- Magnus "Norpan" Eriksson - trummor

- Simon Ådahl - kör
- Micke Hujanen - kör
- Ulrika Beijer - kör
- Martina Edoff - kör
- Ebba Forsberg - kör
- Eva Axelsson - kör
- Olle Holmqvist, Magnus Johansson, Wojtek Goral, Nis Toxvaerd, Kennet Agerholm, Jens Haack Olesen och Ole Hansen - blås
- Erik Häusler - barytonsaxofon
- Jan Kolár - oboe
- Rolf Nyquist - valthorn
- Pelle Blom - tenorsax
- Staffan Astner - gitarr
- Jörgen Fischer - säckpipa, whistle
- Hönö-kören under ledning av Pernilla Emme
- Tjeckiens nationella symfoniorkester - stråkar

## Listplaceringar
| Lista (1996-1997) | Topplacering |
| ----------------- | ------------ |
| Sverige           | 1            |